# Bodensegment
Das Bodensegment oder auch Kontrollsegment, im Englischen häufig abgekürzt als G/S (Ground segment), ist ein Begriff aus der Satellitenkommunikation, der alle Komponenten umfasst, die auf dem Boden zum Zwecke der Satellitenkommunikation installiert sind. Hierzu gehören u. a. die Bodenstationen mit ihren Verbindungen zu anderen Bodenstationen sowie die Gateway-Stationen zur Verbindung mit mobilen Netzen und Festnetzen.

## GPS

### Überwachung der GPS-Satelliten
Die Überwachung (engl. Monitoring) der GPS-Satelliten erfolgt durch 
- 6 Monitorstationen (engl. Control Stations) der US Air Force und
- 11 zivile Organisationen, darunter
  - 6 Stationen betrieben von der National Geospatial Agency und
  - 5 vom National Geodetic Survey

Hauptaufgaben der Stationen sind das Tracking (kontinuierliches Verfolgen) aller sichtbaren Satelliten, u. a. durch Streckenmessungen, die Übertragung von Daten (Synchronisation von Uhrzeit und Bahndaten) und Systembefehlen an die Satelliten.
Die Master Control Station (MCS), die Haupt-Kontroll-Station, befindet sich in Colorado Springs, wobei eine zweite, alternative Station in der Vandenberg Air Force Base in Kalifornien steht.